# Navajita Plateá
Navajita Plateá es un grupo de música español del Barrio de Santiago de Jerez de la Frontera (Andalucía, España). Está formado por Ildefonso de los Reyes (Jerez, 1969) y Francisco Carrasco Soto (Jerez, 1976), ambos de familias gitanas. Su mayor éxito hasta la fecha ha sido la canción Noches de Bohemia.

## Miembros
Ildefonso es la voz del grupo y el compositor es hermano de la cantaora Chiqui de Jerez. Se le conoce como El Pelé, sobrenombre que le puso su abuelo porque cuando en el mundial de 1970 marcaba goles el jugador brasileño Pelé, el niño lloraba por el jaleo que escuchaba. Por su parte, Francisco Carrasco Soto (Curro) es el guitarrista, hermano del cantaor Juañares y sobrino de Diego Carrasco.

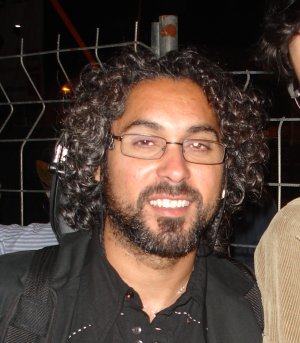
Curro (foto de 2007).

## Música

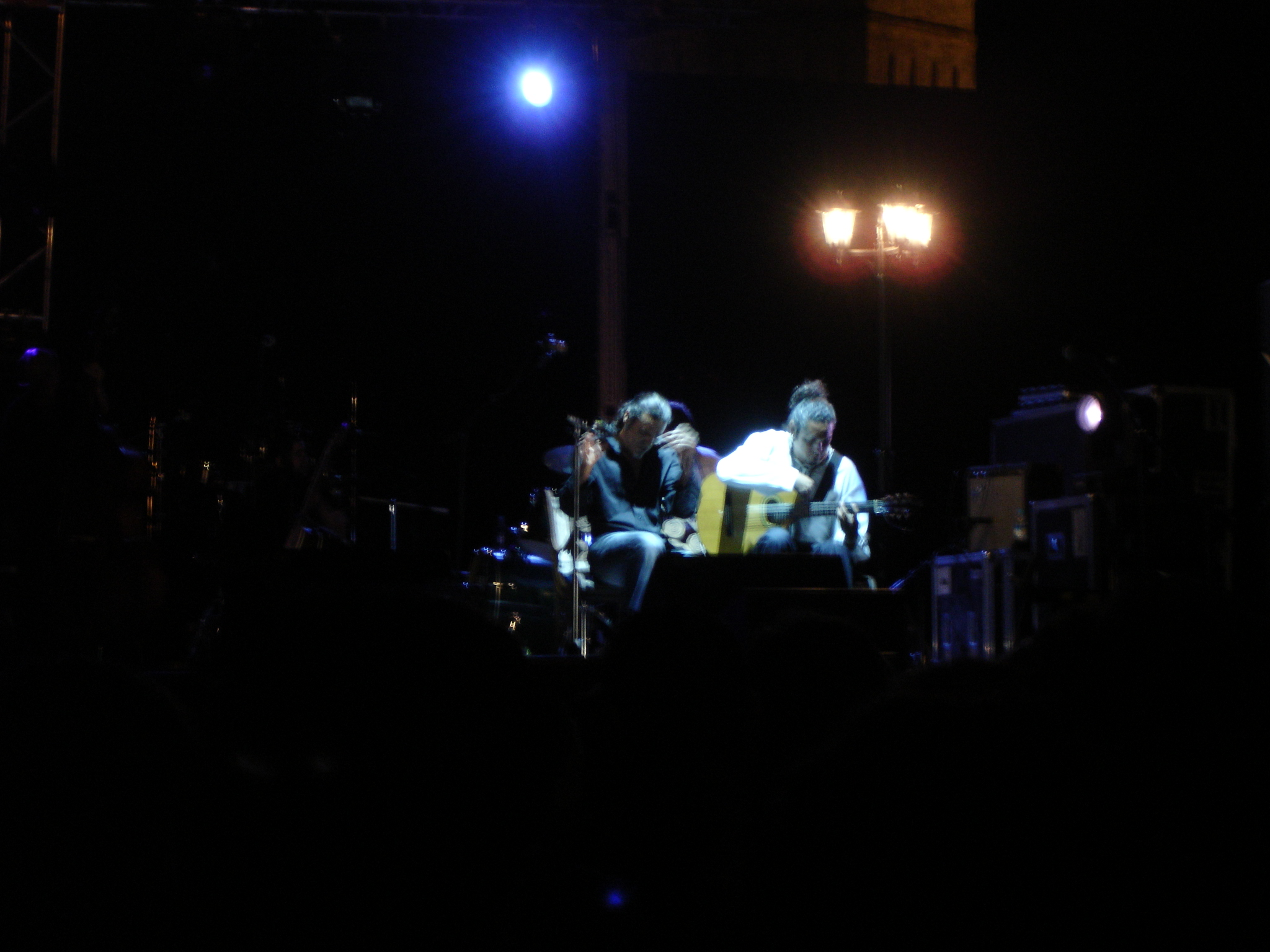
Tocando en el Alcázar de Jerez.

Su música fusiona ingredientes de muchos tipos (pop, rock, blues e incluso punk o hip-hop) sin perder nunca sus raíces flamencas.
En 1996 acompañaron en gira a Pata Negra.
Su música apareció en la banda sonora de la película Días contados.
Su primer gran éxito comercial fue la balada Noches de bohemia, que fue usada como sintonía en la cadena de televisión TVE y de la que existe una versión a dúo con Alba Molina.
Su tema "Grito al aire" fue elegido para la primera campaña de publicidad contra la xenofobia que se hizo en televisión española.
En 2018, por su 25 aniversario retoman conciertos

## Relación con las discográficas
Debido a problemas con su compañía discográfica estuvieron algunos años fuera de los circuitos comerciales. A pesar de ello siguieron en activo, siendo teloneros de Chuck Berry. En 2006 volvieron a ganarse el gran prestigio mediático con su canción Esta vida está de lujo, usada en una campaña de promoción de productos andaluces de la Junta de Andalucía.

## Discografía

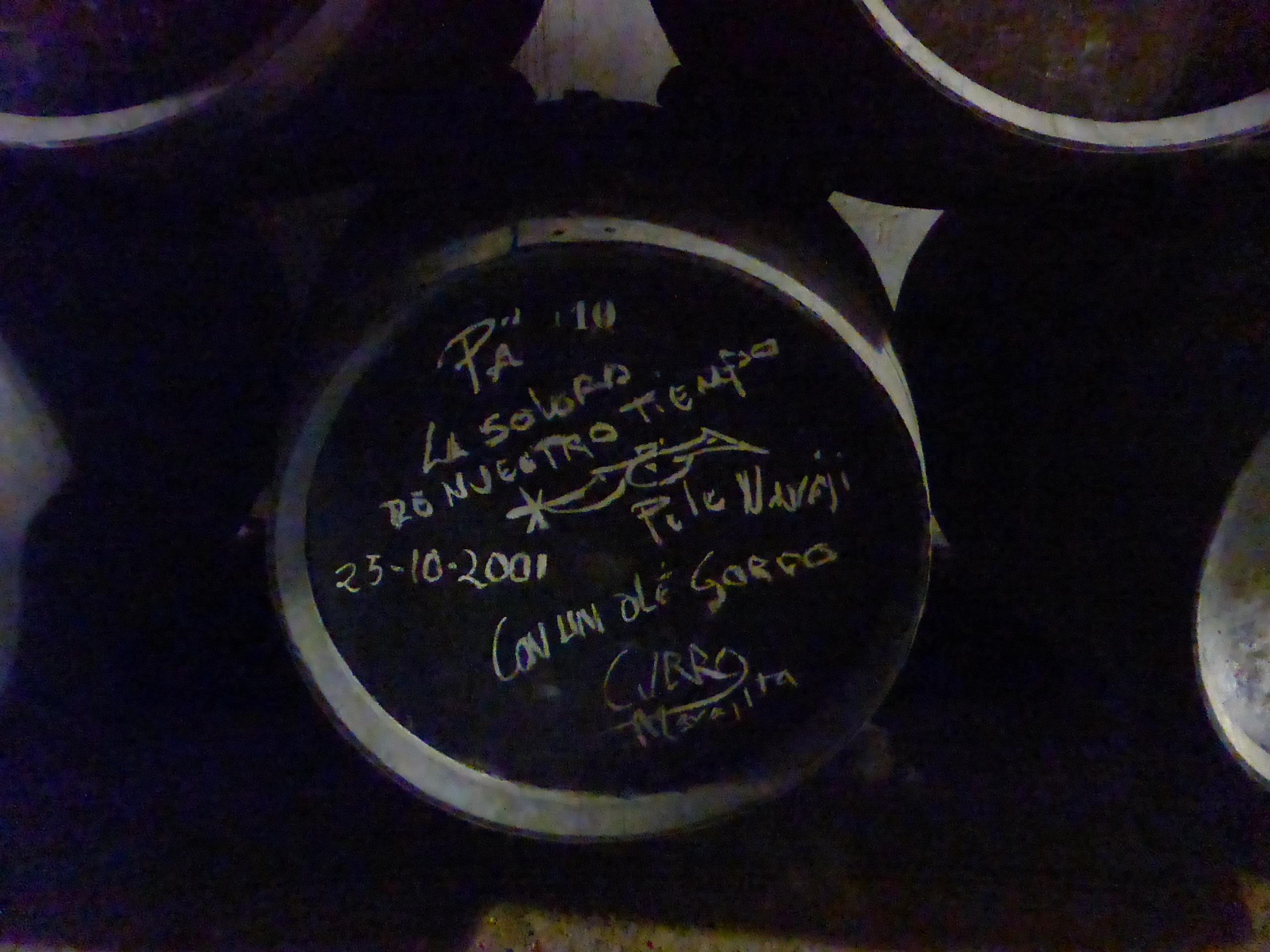
Bota de Jerez firmada por el dúo

### Propia
- 1994 - Navajita plateá
- 1996 - Contratiempos (disco de oro, vendiendo más de cincuenta mil copias).
- 1998 - Desde mi azotea
- 2000 - Hablando en plata
- 2002 - En familia[5]
- 2004 - El poder de la raíz
- 2006 - 7 reflexiones sobre la nostalgia, 4 poemas de amor y 1 canción de lujo
- 2017 - 25 Años - Colección definitiva[6]

### Colaboraciones
- Coraje me da (con José Mercé, David DeMaría y Diego Carrasco, entre otros)
- Dúos en sus discos con Alba Molina, Ariel Rot, Ana Belén, Sorderita, Tomasito y otros.
- Participación en la banda sonora de Torrente 2: Misión en Marbella (duo con Santiago Segura Silva), Días Contados y Gitano, entre otras.
- Colaboraciones en varios discos, como "Morao, morao" (Moraíto Chico), con "The Kelly Family", Maita Vende Ca, en el recopilatorio "Tatuaje", Sabor Flamenco, etc.
- En 2018 graban con Concha Buika[7]